# Chris Mulkey
Chris Mulkey (nacido como Christian Homer Mulkey Jr. el 3 de mayo de 1948) es un actor estadounidense.

## Vida y carrera
Hizo su primera aparición como actor en 1975 y participó en Rambo (1982) y en Broken Arrow: Alarma nuclear (1996). Sus apariciones más recientes han sido en la película Cloverfield, la película de la NBC Knight Rider y como  ejecutivo en la séptima temporada de 24. También ha aparecido en cuatro episodios de Friday Night Lights y numerosos programas de televisión y películas desde mediados de los '70, como Baretta, hasta series de los '90 como Twin Peaks. También es conocido por la franquicia Wing Commander, en el papel del Col. Jacob "Hawk" Manley.
Mulkey nació en Viroqua, Wisconsin, y estaba casado con la actriz Karen Landry hasta su muerte. Tuvieron dos hijos. Hoy él vive en Los Ángeles con ellos. Hasta ahora ha recibido 4 Premios y 3 Nominaciones en el transcurso de su carrera.

## Filmografía (Selección)
- 1975: Cabos sueltos
- 1977: Tomcats
- 1982: First Blood
- 1984: Runaway
- 1987: The Hidden
- 1988: Negocio con la muerte
- 1990: Ángel de la muerte (película para televisión)
- 1991: K-9000 (película para televisión)
- 1993: Atado a la vida  (película para televisión)
- 1994: Huida imposible (película para televisión)
- 1996: Broken Arrow
- 1998: Copia de un crimen
- 1999: Jimmy Zip
- 2002: American Girl
- 2005: North Country
- 2007: D-War
- 2007: Nanking
- 2008: Cloverfield
- 2009: Dark Moon Rising
- 2011: Bad Actress
- 2013: Capitán Phillips

- 2014: El diablo de Jersey
- 2016: Perros de coche
- 2018: Gotti